# میخیلو بوش
میخیلو بوش (اوکراینی: Михайло Васильович Бурч؛ زادهٔ ۱۵ آوریل ۱۹۶۰) یک بازیکن فوتبال اهل اتحاد جماهیر شوروی سوسیالیستی است.
از باشگاه‌هایی که در آن بازی کرده‌است می‌توان به باشگاه فوتبال اسپارتاک ایوانو-فرانکیفسک اشاره کرد.